# Air Force 2
Air Force 2, originálním názvem In Her Line of Fire, je americký akční thriller z roku 2006, který natočil Brian Trenchard-Smith.

## Děj
Poblíž ostrova v Tichém oceánu havaruje letadlo s americkým viceprezidentem. Ten se spolu s novinářkou a agentkou tajné služby dostanou na ostrov, avšak začnou po nich střílet místní rebelové chystající se svrhnout vládu jejich země San Pietra. Viceprezidentu Walkerovi a spol. se podaří utéct a chvíli v hustých lesích bojovat, avšak později jsou chyceni, kromě viceprezidentovy agentky Lynn Delaneyové, která je jediná, kdo jim nyní může pomoci.